# Alain Corbel
Alain Corbel (Bretanha, 1965) é um Ilustrador francês, que destacou pelas suas obras, com influências africanas, ocidentais e orientais, tendo em 2002 ganhado o o Prémio Nacional de Ilustração.

## Biografia
Nasceu em 1965, na região da Bretanha, em França. Estudou na Sint-Lukas School of Fine Arts, em Bruxelas.
Destacou-se como ilustrador, cujas obras apresentam influências africanas, ocidentais e orientais, fruto das várias viagens que fez. Foi o fundador de duas revistas de banda desenhada, a Mokka, em cooperação com Eric Lambé, e a Pelure Amère, e entre 1996 e 1997 exerceu como director artístico da divisão infantil do jornal bretão Nekepell. Desenvolveu uma forte ligação com Portugal, onde chegou nos princípios da década de 1990, tendo trabalhado como artista de banda desenhada, ilustrador e escritor, tendo colaborado em diversos periódicos. Colaborou com várias figuras da cultura portuguesa, como João Paulo Cotrim. Em 2000 também começou a trabalhar com os países lusófonos em África, tendo nesse ano começado a organizar workshops sobre escrita e ilustração em São Tomé e Príncipe e na Guiné-Bissau. Entre 2001 e 2004 colaborou num programa sobre a realidade social em Moçambique, Angola, São Tomé e Príncipe, Guiné-Bissau, cujo resultado foi o livro Ilhas de Fogo.
Fez as ilustrações para vários livros, realçando-se o volume Contos e Lendas de Macau, de Alice Vieira, pelas quais recebeu o Prémio Nacional de Ilustração em 2002. Foi igualmente homenageado com o terceiro prémio na Categoria 1 do Luzerner ComixFestival em 2000, o Award of Excellence da Society for News Design em 2001 e 2004, e uma menção honrosa pelo Prémio Nacional de Ilustração, com o livro A Máquina Infernal, em 2005.
Em 2009 foi um dos artistas convidados para uma exposição de ilustrações e poesia infantil portuguesa em Nápoles, na Itália, organizado pelo consulado português e a Universidade L'Orientale, entre outras entidades.
Em 2022 expôs na Casa da Cultura, em Setúbal, como parte do evento Festa da Ilustração, da qual foi o convidado internacional. Em 2023 as suas obras foram expostas na Biblioteca Municipal de Vila Nova de Santo André, em Santiago do Cacém.